# Trent Wotherspoon
Pour les articles homonymes, voir Wotherspoon.
Trent Wotherspoon, né le 15 septembre 1979 à Regina, est un homme politique provincial canadien de la Saskatchewan.
Il représente la circonscription de Regina Rosemont à titre de député du Nouveau Parti démocratique depuis 2007. Réélu en 2011, il tente sa chance sans succès de devenir chef lors de la course à la chefferie néo-démocrate (en) de 2013. Réélu en 2016, il est nommé chef par intérim et ainsi chef de l'opposition officielle en remplacement de Cam Broten. Nicole Sarauer le remplace en juin 2017,,

## Biographie
Né à Regina en Saskatchewan, Wotherspoon étudie à l'Université de Regina où il complète une formation d'enseignant. Simultanément, il fait des formations en administration et opère une petite entreprise de peintre pour payer ses frais de scolarité.
Travaillant pour la Regina Public School, il œuvre à développer un nouveau campus pour adultes et particulièrement pour une clientèle difficile avec des troubles du comportement.

## Carrière politique
Élu député provincial en 2007, Wotherspoon devient critique de l'opposition en matière de finance, de SaskPower et de SaskEnergy (en).

### Course à la chefferie néo-démocrate de 2013
Wotherspoon annonce sa candidature en septembre 2012 et fait face à Cam Broten et Ryan Meili. Erin Weir annonce également sa candidature, mais renonce avant le vote. Néanmoins, Wotherspoon recueille le moins de vote et Broten est élu,,,

### Chef intérimaire
Nommé chef intérimaire à la suite de la défaite de 2016 et la démission de Broten, il démissionne de la chefferie pour se porte candidat lors de la course à la chefferie néo-démocrate (en) de 2018. Ryan Meili sera élu avec 55% des voix.